# Ромеро, Патрисио (футболист, 2005)
Патри́сио Андре́с Роме́ро Ферна́ндес (исп. Patricio Andrés Romero Fernández; род. 25 мая 2005) — чилийский футболист, нападающий клуба «Кобрелоа».

## Клубная карьера
Ромеро — воспитанник клуба «Кобрелоа». 2 марта 2024 года в матче против «Кобресаль» он дебютировал в чилийской Примере.